# Toray Pan Pacific Open 1976
Il Toray Pan Pacific Open 1976 è stato un torneo di tennis giocato sul sintetico indoor. È stata la 1ª edizione del Toray Pan Pacific Open, che fa parte del Women's International Grand Prix 1976. Si è giocato al Tokyo Metropolitan Gymnasium di Tokyo, in Giappone, dal 27 settembre al 3 ottobre 1976.

## Campionesse

### Singolare
Betty Stöve ha battuto in finale  Margaret Smith Court con il punteggio di 1–6, 6–4, 6–3

### Doppio
- Doppio non disputato